# The Catastrophist
The Catastrophist es el séptimo álbum de la banda estadounidense de post-rock Tortoise, publicado el 22 de enero de 2016 a través del sello Thrill Jockey.

## Listado de canciones
Todos los temas han sido hechos por Tortoise, excepto donde se indique:
1. "The Catastrophist" – 3:52
2. "Ox Duke" – 4:49
3. "Rock On" – 3:12 (por David Essex)
4. "Gopher Island" – 1:13
5. "Shake Hands with Danger" – 4:10
6. "The Clearing Fills" – 4:22
7. "Gesceap" – 7:37
8. "Hot Coffee" – 3:53
9. "Yonder Blue" – 3:18 (por Georgia Hubley y Tortoise)
10. "Tesseract" – 3:54
11. "At Odds with Logic" – 3:15

### Versión japonesa
12. "The Mistery Won't Reveal Itself (to You) - 4:02
13. "Yonder Blue (Instrumental) - 3:20
- Datos: Q22251911